# Минамидайра (станция)
Станция Минамидайра (яп. 南平駅 минамидайра эки) — железнодорожная станция на линии Кэйо, расположенной в городе Хино.

## Планировка станции
| 1 | ■ Линия Кэйо | Китано, Кэйо-Хатиодзи, Такаосангути |
| 2 | ■ Линия Кэйо | Такахатафудо ・ Футю ・ Тёфу ・ Мэйдаймаэ ・ Сасадзука ・ Синдзюку ・(Новая Линия Кэйо) Синдзюку ・(Линия Синдзюку) Итигая ・ Мотоявата |

## Близлежащие станции
| «                                        | «          | Вид обслуживания | »          | »                 |
| Линия Кэйо                               | Линия Кэйо | Линия Кэйо       | Линия Кэйо | Линия Кэйо        |
| ---------------------------------------- | ---------- | ---------------- | ---------- | ----------------- |
| Special Express: не останавливается      |            |                  |            |                   |
| Semi Special Express: не останавливается |            |                  |            |                   |
| Express: не останавливается              |            |                  |            |                   |
| Такахатафудо                             |            | Commuter Rapid   |            | Хираямадзёси-коэн |
| Такахатафудо                             |            | Rapid            |            | Хираямадзёси-коэн |
| Такахатафудо                             |            | Local            |            | Хираямадзёси-коэн |